# Скрипица (река)
Скрипи́ца (бел. Скрыпі́ца) — река в Житковичском районе Гомельской области, левый приток Припяти.
Длина река — 36 км, площадь водосборного бассейна — 360 км², среднегодовой расход воды в устье — 1,4 м³/с, средний наклон водной поверхности — 0,04 ‰. Исток реки находятся в 1,5 км от деревни Лагвощи, далее Скрипица протекает по низменности Припятского Полесья, впадая в Припять в 2 км от деревни Переров. Основные притоки — Гнилица и Науть.
Примерно на протяжении 25 км русло Скрипицы канализировано.